# Поцежин
Поцежин (пол. Pocierzyn) — село в Польщі, у гміні Осенцини Радзейовського повіту Куявсько-Поморського воєводства.
Населення — 127 осіб (2011).
У 1975-1998 роках село належало до Влоцлавського воєводства.

## Демографія
Демографічна структура станом на 31 березня 2011 року:
|          | Загалом | Допрацездатний вік | Працездатний вік | Постпрацездатний вік |
| -------- | ------- | ------------------ | ---------------- | -------------------- |
| Чоловіки | 58      | 11                 | 40               | 7                    |
| Жінки    | 69      | 11                 | 38               | 20                   |
| Разом    | 127     | 22                 | 78               | 27                   |